# توماس پاتریک کوهیل
توماس پاتریک کوهیل (انگلیسی: Thomas Patrick Coohill؛ زادهٔ ۲۵ اوت ۱۹۴۱) دانشمندی در زمینه بیوفیزیک اهل ایالات متحده آمریکا است.
او را یکی از متخصصان جهانی در زمینهٔ اثرات نور بر سیستم‌های حیاتی (زیست‌شناسی نوری) می‌دانند. وی مدرک کارشناسی خود را در کالج سنت مایکل در دانشگاه تورنتو گرفت و دورهٔ کارشناسی ارشد را در دانشگاه تولیدو گذراند. سپس پی‌اچ‌دی خود را در رشتهٔ بیوفیزیک از دانشگاه ایالتی پنسیلوانیا دریافت کرد. او در مرکز علمی مختلفی همچون دانشکدهٔ پزشکی دانشگاه پیتسبرگ، آزمایشگاه ملی بروکهیون و آزمایشگاه پیش‌رانش جت کار کرده است و عضو کمیته بررسی پیمان مونترال در سازمان ملل متحد است و در سال ۱۹۸۹ رئیس انجمن زیست‌شناسی نوری ایالات متحده آمریکا بود. او دو رمان منتشر کرده است: گرگ‌های پیلوو و جهان پنجم